# Неймейер, Таня
Та́ня «Алекса́ндра» Нейме́йер (нидерл. Tanja «Alexandra» Nijmeijer, р. 13 февраля 1978, Денекамп) — нидерландская революционерка-интернационалистка, партизанка-переводчица в рядах ФАРК.

## В Нидерландах
Окончив колледж, Таня Неймейер поступила в Гронингенский университет, где занялась изучением испанского языка и литературы, а также увлеклась историей революционных движений в Латинской Америке. Во время учёбы активно участвует в студенческой жизни, знакомится с левыми активистами, занимается сквоттингом. В ходе работы над дипломом, посвященным истории ФАРК, Таня Неймейер в 2000 году побывала на стажировке в Колумбии в г. Перейра, где участвовала в кампании «Caravana por la Vida» по привлечению внимания к проблемам бедных.

## В Колумбии
По мнению друзей, именно жизнь в Колумбии послужила причиной того, что её подтолкнуло к вступлению в ФАРК: «Она всегда испытывала чувство стыда за то, что живет в комфорте и достатке. А жизнь Колумбии её просто поразила. Она была шокирована той пропастью, которая разделяет здесь богатых и бедных».
В 2002 году, окончив учёбу, Таня Неймейер возвращается в Колумбию и устанавливает связь с представителями ФАРК, затем — присоединяется к ним в качестве переводчика под псевдонимом «Александра» («Alexandra»).
В 2005 году в джунглях её посетила её мать.
В 2007 году, после нападения на один из лагерей ФАРК, правительственной армией захвачены дневники, написанные на английском, испанском и голландском языках некоей партизанкой «Эллен», в которых она критикует руководство ФАРК. В частности, командиров она винит в разгульной жизни, а их подружек — в увлечении машинами Феррари и операциями по увеличению груди. Позже критику Таня объяснила своим «инфантилизмом».

## Пропагандистская кампания
Правительство Колумбии начинает пропагандистскую кампанию против партизанской армии, так как в дневниках Тани Неймейер содержится критика членов подразделения ФАРК, в котором служила Таня. Часть её записей с купюрами публикуется в центральной прессе, и правительство объявляет Таню убитой или раненной в ходе операции. Затем, в ответ на доказательства жизни Тани Неймейер, глава МИД Колумбии Фернандо Араухо Пердомо заявляет, что после этой публикации жизни Тани угрожает опасность.
Рауль Рейес, «министр иностранных дел» ФАРК, дал интервью одной из голландских телекомпаний, в котором указал, что никаких претензий к Неймейер его организация не имеет и ФАРК поспособствует тому, чтобы Таня встретилась с семьёй. Также в Интернет было выпущено видеозаявление Тани, в котором она передала привет родным и сказала, что с ней всё в порядке.
После этого в правительственных СМИ появляются сообщения о том, что причиной купюр в дневниковых записях явилось то, что они содержались не на ноутбуке, а на обгоревших при нападении тетрадях; что женское подразделение ФАРК во время нападения купалось голышом и женщины убежали в джунгли.

## Дальнейшая судьба
После разгрома партизанского лагеря и убийства Моно Хохоя правительство Колумбии вновь «похоронило» голландскую партизанку: предполагалось, что она, пониженная в должности после публикации её дневников, выполнением самой грязной работы заслужила прощение, стала личной помощницей Моно Хохоя и погибла во время воздушного налёта. И гибель, и так называемое разжалование партизанки вскоре вновь были опровергнуты ею самой.
В августе 2013 года Таня Неймейер находилась в кубинской столице Гаване в составе делегации ФАРК на мирных переговорах между ФАРК и правительством Колумбии. Выступала со статьями под псевдонимом Александра Нариньо, где клеймила администрацию президента Мануэля Сантоса.
В январе 2020 года Таня Неймейер покинула ряды партии Общая революционная альтернативная сила из-за несогласия с её руководством.
Случай Тани Неймейер не единичный. По мнению экспертов, в рядах ФАРК сражаются как минимум 18 европейцев из левых организаций и сквотов Бельгии, Швейцарии, Норвегии, Швеции, Дании и Греции, которых ФАРК привлекли к своей деятельности начиная с 2000 г.